# Buddelundia quadritracheata
Buddelundia quadritracheata är en kräftdjursart som först beskrevs av Gustav Budde-Lund 1913.  Buddelundia quadritracheata ingår i släktet Buddelundia och familjen Armadillidae. Inga underarter finns listade i Catalogue of Life.